# Mandabi
Mandabi es una película del año 1968.

## Sinopsis
Ibrahim Dieng vive en Dakar con sus dos esposas y sus siete hijos. La vida sigue su curso hasta el día en que Abdu, un sobrino que ha emigrado a Francia, le manda un giro. La inesperada fortuna despierta envidias, celos y excesos antes de que Ibrahim haya conseguido cobrar el giro. Las esposas, la familia y los vecinos quieren su parte del botín, e Ibrahim debe deshacerse de todos los aprovechados y conseguir cobrar el giro a pesar de no tener carné de identidad. El duro recorrido de un hombre por la sociedad senegalesa.

## Premios
- Festival de Venecia 1968